# Las Lajas bazilika
A Las Lajas bazilika egy különleges, basilica minor rangú templom Kolumbia déli részén, Nariño megyében, az ecuadori határhoz közel. A Guáitara folyó mély völgye fölötti híddal egybeépült építmény több válogatás szerint is a világ legszebb templomai közé tartozik. Az épület szerepel Nariño megye címerében is.

## Elhelyezkedése
A templom Kolumbia délnyugati, Nariño megye délkeleti részén épült fel, az ecuadori határhoz közel kanyargó Guáitara folyó völgyében, valamivel több mint 2600 méteres tengerszint feletti magasságban. A legközelebbi település a közvetlen közelben fekvő Las Lajas, míg a legközelebbi város Ipiales, amely körülbelül 6 kilométer távolságban, nyugat-északnyugati irányban található.

## Története
A templom története egy legendával kezdődik. Eszerint 1754-ben egy María Mueses de Quiñones nevű, indián származású, Ipialesben élő nő, útban a közeli Potosí településre és onnan vissza, többször is megpihent a Pastarán hegy  barlangjában. Visszafelé vele volt  ötéves  Rosita nevű kislánya is, aki süketnémának született, de a barlangban csodás módon megszólalt, és azt mondta, egy „mesztic” (fehér bőrű) nőt lát, aki egy kisdedet tart kezében, és aki hívja őt. Később a kislány eltűnt otthonról, és itt a barlangban találtak rá, ahogy állítólag a korábban látott nő előtt térdelt és a babával játszott. A gyermek a következő időkben virágokat és gyertyákat vitt ajándékul a barlangba, de egyszer megbetegedett és meghalt. Anyja elvitte a halott lányt a barlangba, imádkozott és sírt, amelynek hatására a legenda szerint a gyermek feltámadt. A csodáról azonnal értesítette a Torresano családot, akik követséget küldtek Gabriel de Villafuerte domonkos paphoz. Másnap, 1754. szeptember 15-én reggel 6 órára a pap és kísérete elzarándokolt a barlangba, és megbizonyosodott a Mária-jelenés valódiságáról. Egy Máriát ábrázoló ősi kép, amelyet egy sima kő felületére festettek, ma is létezik Las Lajasban, de készítője és készítésének kora ismeretlen, egyes feltételezések szerint Pedro Bedón atya készíthette, aki 1581 és 1620 között többször is meglátogatta a közeli domonkos közösségeket, és értett a festészethez. A 3,2 méter magas és 1,2 vagy 2 méter széles alkotás Máriát ábrázolja a gyermek Jézussal a karján, alatta pedig Assisi Szent Ferenc és Szent Domonkos látható.
A történteknek hamar híre ment a környéken, és rögtön kis fakápolnát is emeltek a helyszín közelében, amit 1794-ben egy másik, immár téglából épült követett, majd a 19. század közepén egy nagyobb templomot építettek helyébe. Azonban a nagyszámú, főként ünnepek idején ide látogató hívőnek ez is hamarosan kicsinek bizonyult, ezért a század végén, Ezequiel Moreno Díaz püspöksége idején megszületett a gondolat, hogy egy monumentális bazilikát építsenek ide. A politikai instabilitás azonban késleltette a terv megvalósulását, csak 1916. január elsején tették le a Lucindo Espinosa által tervezett épület első kövét, és csak 1949-re készült el az építkezés. Felszentelését Diego María Gómez Tamayo popayáni érsek végezte. 1952. szeptember 15-én XII. Piusz pápa jóvoltából kerülhetett sor a Mária-kép kanonikus koronázására, amelynek alkalmából óriási ünnepséget tartottak, Kolumbia majdnem az összes püspökének részvételével. A templom 1954-ben kapta meg a basilica minor rangot.

## Az épület
A neogótikus stílusú templom a meredek folyóvölgy oldalába épült, ezért bejárati részén a földtől sokkal magasabb, mint hátul. A bejárati kapu a teljes magasság mintegy felénél található, ezért a megközelíthetőség érdekében a túloldalról egy hidat építettek hozzá. A templom hossza 27,5 méter, szélessége 15. Falai szürke faragott kőből állnak, nyílászárói között festett üvegablakok is vannak. Az oltár magának abban a barlangnak a kövéből van kialakítva, ahol a legenda szerinti csodák történtek. A templom körül zarándokok ezrei helyeznek el valamilyen velük történt csodatételért hálát adó táblákat.

## Turizmus
A templom kedvelt turisztikai célpont, látogatása ingyenes. Évente mintegy 750 000-en látogatják, ebből 120 000-en a nagyhét alatt. Megközelíthető Ipiales városból is olyan taxikkal, amelyek csak akkor indulnak el, ha legalább négy utas összegyűlt. Ilyenkor a személyenkénti ár kevesebb mint egy euró. 2015-ben avatta fel Juan Manuel Santos elnök azt az 1530 méter hosszú és 350 méter szintkülönbséget áthidaló felvonót, amely segíti a templom megközelítését. Egyszerre 72 személyt tud szállítani 12 kabinban. A fejlesztési terv második része szerint a közelben gasztronómiai és rendezvényközpontot is kialakítanak. Egy üzlet azonban már most is működik itt, ahol élelmiszer mellett üres üvegeket is lehet vásárolni, amiben szentelt vizet lehet hazavinni.